# Victor Moldovan (delegat)
Victor Moldovan (n. 5 mai 1885, satul Fundătura, comuna Iclod – d. secolul al XX-lea) a fost un deputat în Marea Adunare Națională de la Alba Iulia, organismul legislativ reprezentativ al „tuturor românilor din Transilvania, Banat și Țara Ungurească”, cel care a adoptat hotărârea privind Unirea Transilvaniei cu România, la 1 decembrie 1918.:p. 181

## Biografie
Victor Moldovan a fost economist.:p. 71

## Activitatea politică
Ca deputat în Adunarea Națională din 1 decembrie 1918 a reprezentat, ca delegat supleant al Cercului electoral Huedin, imputernicit al
Consiliului Național Român din Iniu (azi Fundătura), com. Iclod.:p. 181 A fost deputat de Năsăud prin 1926.